# Arturo Ureta Echazarreta
Arturo Ureta Echazarreta (San Fernando, 13 de mayo de 1876 - Santiago, 20 de junio de 1950) fue un abogado y político conservador chileno.

## Familia y estudios
Nació en San Fernando (Chile) el 13 de mayo de 1876; hijo de Emeterio Ureta Carvallo y Josefina Echazarreta Pereira.
Realizó sus estudios primarios en el Seminario de Santiago y los secundarios en el Colegio San Ignacio. Continuó los superiores en la Pontificia Universidad Católica (PUC), donde se tituló de abogado el 4 de mayo de 1899. Su tesis se tituló Estudio sobre el artículo 16 del Código Civil.
Se casó en Santiago el 9 de junio de 1901 con Sara Rozas Ariztía, con quien tuvo nueve hijos: Arturo, Arturo, José Luis, Hernán, Francisco Javier, Juan, Santiago, Sara y María Josefina.

## Actividad profesional
En 1900, trabajó como abogado y secretario del consejo de la Empresa de los Ferrocarriles del Estado. También fue abogado suplente del Consejo de Defensa Fiscal entre 1905 a 1917.
También ejerció como académico, siendo profesor de derecho civil en la Pontificia Universidad Católica, cargo que desempeñó desde 1912 hasta 1938 y posteriormente, fue decano de la Escuela de Derecho de la misma casa de estudios hasta 1938. Más tarde fue nominado como decano honorario de la Escuela y miembro del consejo de la universidad.
Como abogado fue miembro, consejero y presidente del Colegio de Abogados de Santiago hasta el 15 de abril de 1931, fecha en que fue reorganizado. Fue además, vicepresidente del consejo general de la institución en 1940.
En forma paralela, ejerció su profesión de forma independiente en bancos e instituciones comerciales inglesas. Por otra parte, fue propietario del fundo "Chiñigue" en la comuna de Melipilla.

## Actividad política
Militó en el Partido Conservador y el Partido Conservador Tradicionalista, siendo miembro de la Junta Ejecutiva de este último.
El 8 de abril de 1932, fue nombrado como ministro de Justicia en el último gabinete del presidente radical Juan Esteban Montero, ejerciendo esa función hasta el 4 de junio del mismo año.
En 1935 fue elegido como senador por Santiago, en reemplazo de Pedro León Ugalde Naranjo que falleció en el ejercicio de su cargo. Se incorporó el 28 de octubre de 1935 y ejerció hasta completar el periodo legislativo 1933-1941. Durante su gestión imtegró las comisiones de Gobierno y como reemplazante la de Constitución, Legislación, Justicia y Reglamento.
Fue socio del Club de La Unión, del Club Hípico de Santiago y del Club de Viña del Mar. También, fue presidente del Patronato de Santa Filomena y socio desde 1892; miembro de la Sociedad Santo Tomás de Aquino y de la Universidad Popular Juan Enrique Concha.
Falleció en Santiago de Chile, el 20 de junio de 1950. Hasta entonces era vicepresidente del Colegio de Abogados.